# 원주시의 국회의원

## 행정구역 변천
- 1945년 8월 15일 강원도 원주군
- 1955년 9월 1일 원주군 원주읍·판부면 일부(단구리·행구리)·호저면 일부(우산리)에 원주시 설치, 원주군이 원성군으로 개칭
- 1989년 1월 1일 원성군이 원주군으로 명칭 환원
- 1995년 1월 1일 원주시와 원주군을 통합하여 '원주시' 설치

## 원주시의 역대 국회의원 일람
| 대수         | 이름           | 소속정당     | 임기                               | 선거구역 | 개표결과 |
| ------------ | -------------- | ------------ | ---------------------------------- | --- | -------- |
| 제1대        | 홍범희(洪範憙) | 무소속       | 1948년 5월 31일 - 1950년 5월 30일  | 원주군 일원(제5선거구) | 보기     |
| 제2대        | 윤길중(尹吉重) | 무소속       | 1950년 5월 31일 - 1954년 5월 30일  | 원주군 일원(제10선거구) | 보기     |
| 제3대        | 함재훈(咸在勳) | 자유당       | 1954년 5월 31일 - 1958년 5월 30일  | 원주군 일원(제5선거구) | 보기     |
| 제4대        | 박충모(朴忠模) | 민주당       | 1958년 5월 31일 - 1960년 7월 28일  | 원주시 일원(제2선거구) | 보기     |
| 제4대        | 홍범희(洪範熹) | 자유당       | 1958년 5월 31일 - 1960년 7월 28일  | 원성군 일원(제7선거구) | 보기     |
| 제5대 민의원 | 박충모(朴忠模) | 민주당       | 1960년 7월 29일 - 1961년 5월 16일  | 원주시 일원(제2선거구) | 보기     |
| 제5대 민의원 | 윤길중(尹吉重) | 사회대중당   | 1960년 7월 29일 - 1961년 5월 16일  | 원성군 일원(제7선거구) | 보기     |
| 제6대        | 박영록(朴永祿) | 민주당       | 1963년 12월 17일 - 1967년 6월 30일 | 원주시·원성군 일원(제2선거구) | 보기     |
| 제7대        | 박영록(朴永祿) | 신민당       | 1967년 7월 1일 - 1971년 6월 30일   | 원주시·원성군 일원(제2선거구) | 보기     |
| 제8대        | 김용호(金龍鎬) | 민주공화당   | 1971년 7월 1일 - 1972년 10월 17일  | 원주시·원성군 일원(제2선거구) | 보기     |
| 제9대        | 박영록(朴永祿) | 신민당       | 1973년 3월 12일 - 1979년 3월 11일  | 원주시·원성군·홍천군·횡성군 일원(제2선거구)                                                                                                   | 보기     |
| 제9대        | 김용호(金龍鎬) | 민주공화당   | 1973년 3월 12일 - 1979년 3월 11일  | 원주시·원성군·홍천군·횡성군 일원(제2선거구)                                                                                                   | 보기     |
| 제10대       | 박영록(朴永祿) | 신민당       | 1979년 3월 12일 - 1980년 8월 27일  | 원주시·원성군·홍천군·횡성군 일원(제2선거구)                                                                                                   | 보기     |
| 제10대       | 김용호(金龍鎬) | 민주공화당   | 1979년 3월 12일 - 1980년 10월 27일 | 원주시·원성군·홍천군·횡성군 일원(제2선거구)                                                                                                   | 보기     |
| 제11대       | 김용대(金容大) | 민주정의당   | 1981년 4월 11일 - 1985년 4월 10일  | 원주시·원성군·홍천군·횡성군 일원(제2선거구)                                                                                                   | 보기     |
| 제11대       | 김병렬(金秉烈) | 민주한국당   | 1981년 4월 11일 - 1985년 4월 10일  | 원주시·원성군·홍천군·횡성군 일원(제2선거구)                                                                                                   | 보기     |
| 제12대       | 김용대(金容大) | 민주정의당   | 1985년 4월 11일 - 1988년 5월 29일  | 원주시·원성군·홍천군·횡성군 일원(제2선거구)                                                                                                   | 보기     |
| 제12대       | 함종한(咸鐘漢) | 한국국민당   | 1985년 4월 11일 - 1988년 5월 29일  | 원주시·원성군·홍천군·횡성군 일원(제2선거구)                                                                                                   | 보기     |
| 제13대       | 함종한(咸鐘漢) | 민주정의당   | 1988년 5월 30일 - 1992년 5월 29일  | 원주시 일원 | 보기     |
| 제13대       | 박경수(朴炅秀) | 통일민주당   | 1988년 5월 30일 - 1992년 5월 29일  | 원성군·횡성군 일원 | 보기     |
| 제14대       | 원광호(元光鎬) | 통일국민당   | 1992년 5월 30일 - 1996년 5월 29일  | 원주시 일원 | 보기     |
| 제14대       | 박경수(朴炅秀) | 민주자유당   | 1992년 5월 30일 - 1996년 5월 29일  | 원주군·횡성군 일원 | 보기     |
| 제15대       | 함종한(咸鐘漢) | 신한국당     | 1996년 5월 30일 - 2000년 5월 29일  | 원주시 갑: 문막읍, 호저면, 지정면, 부론면, 중평동, 일산동, 학성1동, 학성2동, 단계동, 우산동, 태장1동, 태장2동                                 | 보기     |
| 제15대       | 김영진(金營珍) | 신한국당     | 1996년 5월 30일 - 2000년 5월 29일  | 원주시 을: 소초면, 귀래면, 흥업면, 판부면, 신림면, 원인동, 개운동, 명륜1동, 명륜2동, 단구동, 봉산1동, 봉산2동, 행구동, 무실동, 관설동, 반곡동 | 보기     |
| 제16대       | 이창복(李昌馥) | 새천년민주당 | 2000년 5월 30일 - 2004년 5월 29일  | 원주시 일원 | 보기     |
| 제17대       | 이계진(李季振) | 한나라당     | 2004년 5월 30일 - 2008년 5월 29일  | 원주시 일원 | 보기     |
| 제18대       | 이계진(李季振) | 한나라당     | 2008년 5월 30일 - 2010년 4월 30일  | 원주시 일원 | 보기     |
| 제18대       | 박우순(朴宇淳) | 민주당       | 2010년 7월 29일 - 2012년 5월 29일  | 원주시 일원 | 보기     |
| 제19대       | 김기선(金起善) | 새누리당     | 2012년 5월 30일 - 2016년 5월 29일  | 원주시 갑: 문막읍, 호저면, 지정면, 부론면, 귀래면, 중앙동, 원인동, 일산동, 학성동, 단계동, 우산동, 태장1동, 태장2동, 무실동                   | 보기     |
| 제19대       | 이강후(李康厚) | 새누리당     | 2012년 5월 30일 - 2016년 5월 29일  | 원주시 을: 소초면, 흥업면, 판부면, 신림면, 개운동, 명륜1동, 명륜2동, 단구동, 봉산동, 행구동, 반곡관설동                                       | 보기     |
| 제20대       | 김기선(金起善) | 새누리당     | 2016년 5월 30일 - 2020년 5월 29일  | 원주시 갑: 문막읍, 호저면, 지정면, 부론면, 귀래면, 중앙동, 원인동, 일산동, 학성동, 단계동, 우산동, 태장1동, 태장2동, 무실동                   | 보기     |
| 제20대       | 송기헌(宋基憲) | 더불어민주당 | 2016년 5월 30일 - 2020년 5월 29일  | 원주시 을: 소초면, 흥업면, 판부면, 신림면, 개운동, 명륜1동, 명륜2동, 단구동, 봉산동, 행구동, 반곡관설동                                       | 보기     |
| 제21대       | 이광재(李光宰) | 더불어민주당 | 2020년 5월 30일 - 2022년 4월 29일  | 원주시 갑: 문막읍, 호저면, 지정면, 부론면, 귀래면, 중앙동, 원인동, 일산동, 학성동, 단계동, 우산동, 태장1동, 태장2동, 무실동                   | 보기     |
| 제21대       | 박정하(朴正河) | 국민의힘     | 2022년 6월 2일 - 2024년 5월 29일   | 원주시 갑: 문막읍, 호저면, 지정면, 부론면, 귀래면, 중앙동, 원인동, 일산동, 학성동, 단계동, 우산동, 태장1동, 태장2동, 무실동                   | 보기     |
| 제21대       | 송기헌(宋基憲) | 더불어민주당 | 2020년 5월 30일 - 2024년 5월 29일  | 원주시 을: 소초면, 흥업면, 판부면, 신림면, 개운동, 명륜1동, 명륜2동, 단구동, 봉산동, 행구동, 반곡관설동                                       | 보기     |
| 제22대       | 박정하(朴正河) | 국민의힘     | 2024년 5월 30일 -                  | 원주시 갑: 문막읍, 호저면, 지정면, 부론면, 귀래면, 중앙동, 원인동, 일산동, 학성동, 단계동, 우산동, 태장1동, 태장2동, 무실동                   | 보기     |
| 제22대       | 송기헌(宋基憲) | 더불어민주당 | 2024년 5월 30일 -                  | 원주시 을: 소초면, 흥업면, 판부면, 신림면, 개운동, 명륜1동, 명륜2동, 단구동, 봉산동, 행구동, 반곡관설동                                       | 보기     |

## 같이 보기
- 춘천시의 국회의원
- 원주군의 국회의원
- 원성군의 국회의원
- 여주시의 국회의원
- 가평군의 국회의원
- 양평군의 국회의원
- 원주시·원성군
- 원성군 (선거구)
- 원주시 (2000년 선거구)
- 원주시 갑
- 원주시 을